# Círculo Industrial de Alcoy
El Círculo Industrial de Alcoy es una institución cultural de Alcoy fundada el 1 de enero de 1868. Está situado en la calle de San Nicolás número 19, en el centro del casco antiguo de la localidad. 
Su creación tuvo como fin el crear una entidad que sirviese de nexo y punto de encuentro y reunión de la sociedad empresarial, la burguesía y las clases medias alcoyanas. También, desde sus inicios desarrolló fines socioculturales mediante numerosas actividades. La historia del Círculo Industrial de Alcoy es fiel reflejo de la historia económica e industrial de Alcoy.

## Edificio
Es una de las obras más representativas del modernismo en Alcoy. El edificio, de estilo modernismo valenciano, se halla entre los más singulares y mejor conservados de Alcoy, tanto en su exterior como en sus cuidados espacios interiores. Tiene la catalogación de protegido con el nivel II de Protección Integral en el Plan General, además de estar inventariado por Bellas Artes y el Colegio Oficial de Arquitectos de la Comunidad Valenciana.
El proyecto del edificio es obra del arquitecto contestano Timoteo Briet Montaud y data de 1909, aunque las obras no finalizarían hasta el año 1911. Tiene las características del movimiento arquitectónico modernista Sezession. Destaca la forja de las barandillas de los balcones, los adornos florales y geométricos y las figuras femeninas helenísticas de la última planta.
En el interior del edificio están presentes los estilos sezession y art nouveau. Destaca entre sus estancias la biblioteca modernista, el salón rotonda y en el sótano de este último, la gruta, obra del arquitecto alcoyano Vicente Pascual Pastor en el año 1896.
El salón rotonda es obra de Timoteo Briet Montaud. El autor de las pinturas de estilo oriental que decoran este salón son obra del pintor alcoyano Adolfo Morrió, junto con su padre, el también pintor Joaquín Morrió. En 1953 se llevaría a cabo una reconstrucción del salón rotonda a cargo de los arquitectos Roque Monllor Boronat, Joaquín Aracil Aznar y José Cortes Miralles.
La fachada ha sido restaurada dos veces. La primera en el año 1989 devolviéndole sus colores originales en verdes claros y más tarde, en 2011, cien años después de su construcción.

## Galería

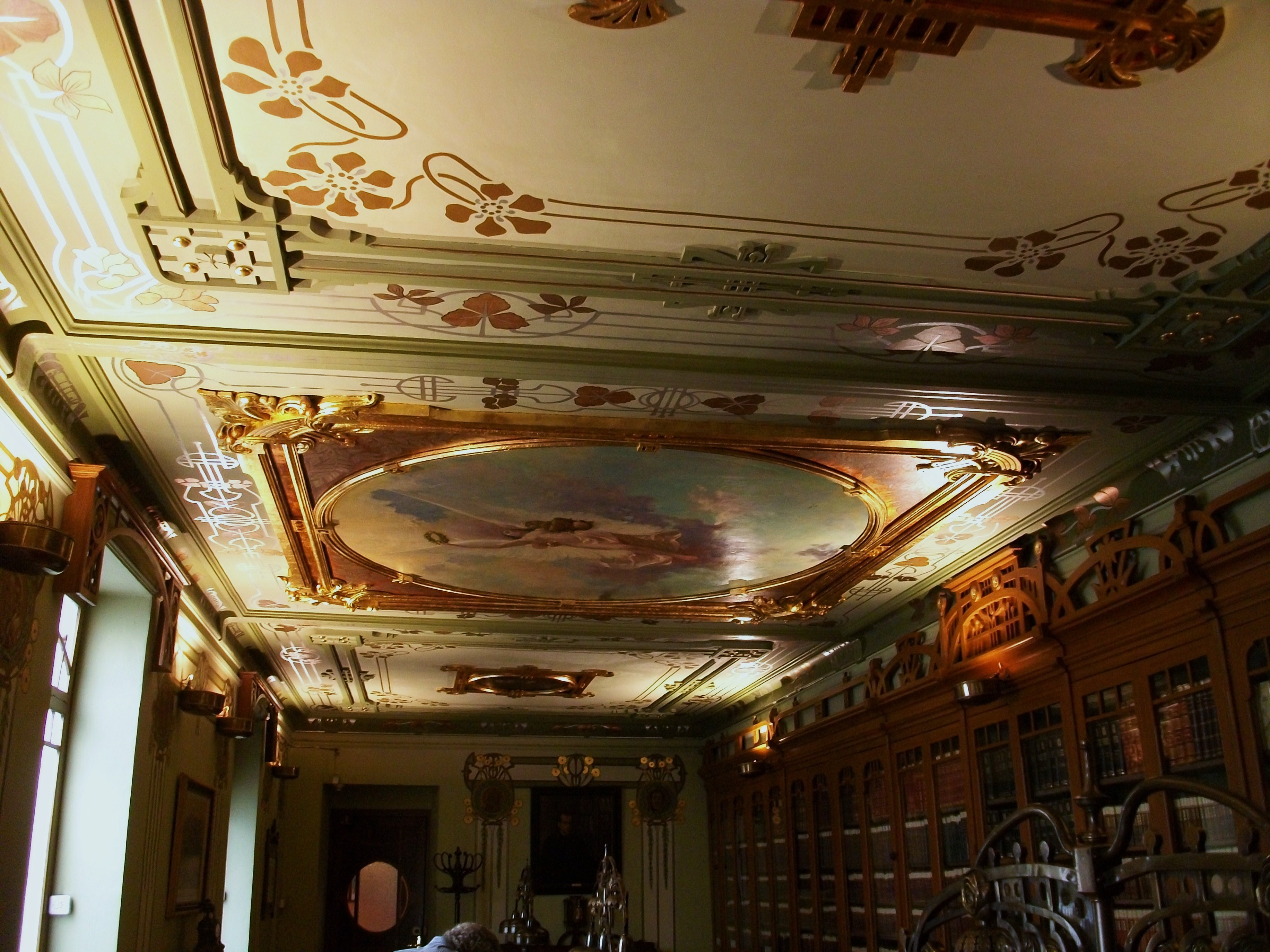
Biblioteca del Centro Industrial de Alcoy
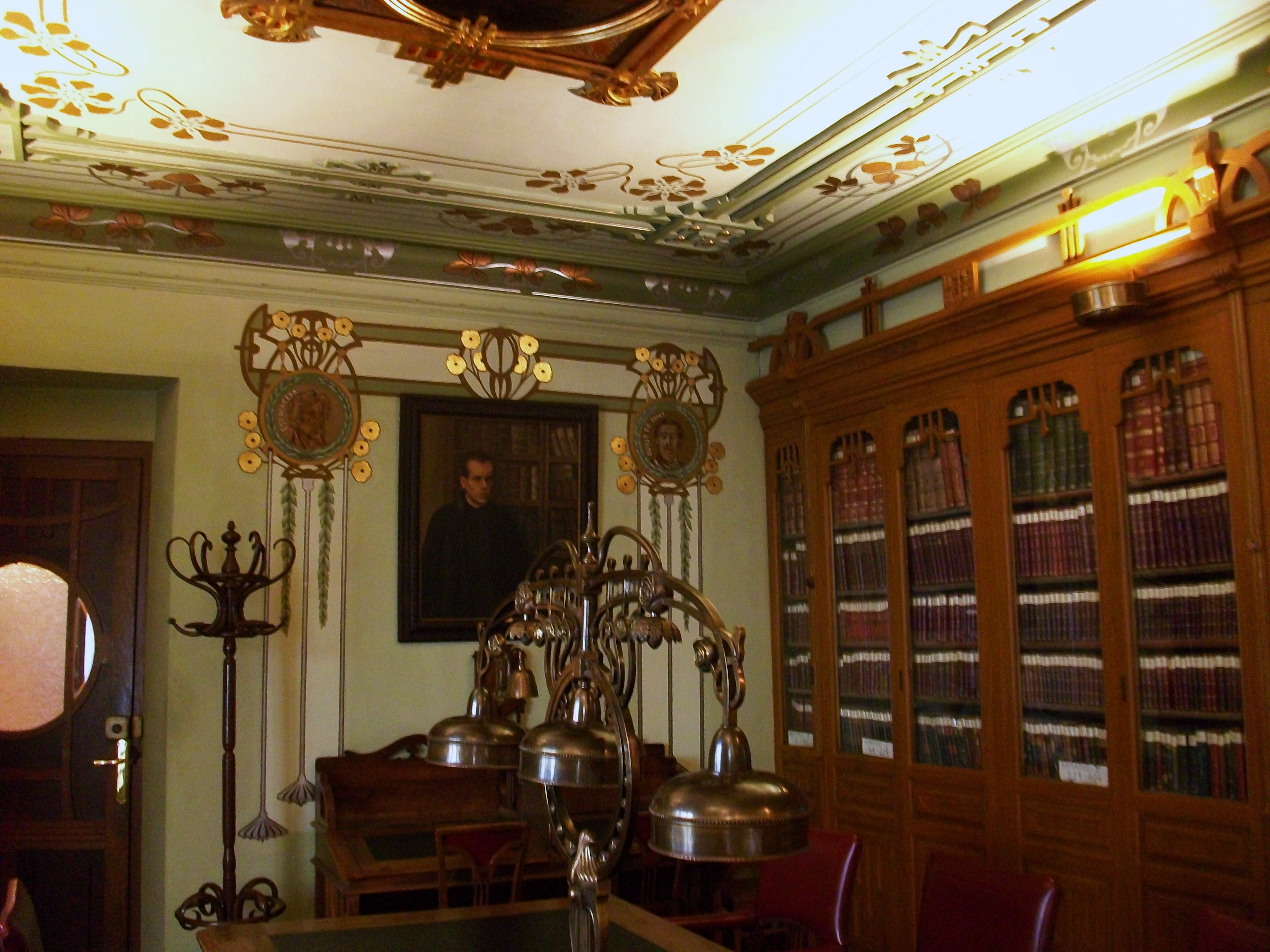
Detalle del techo de la biblioteca
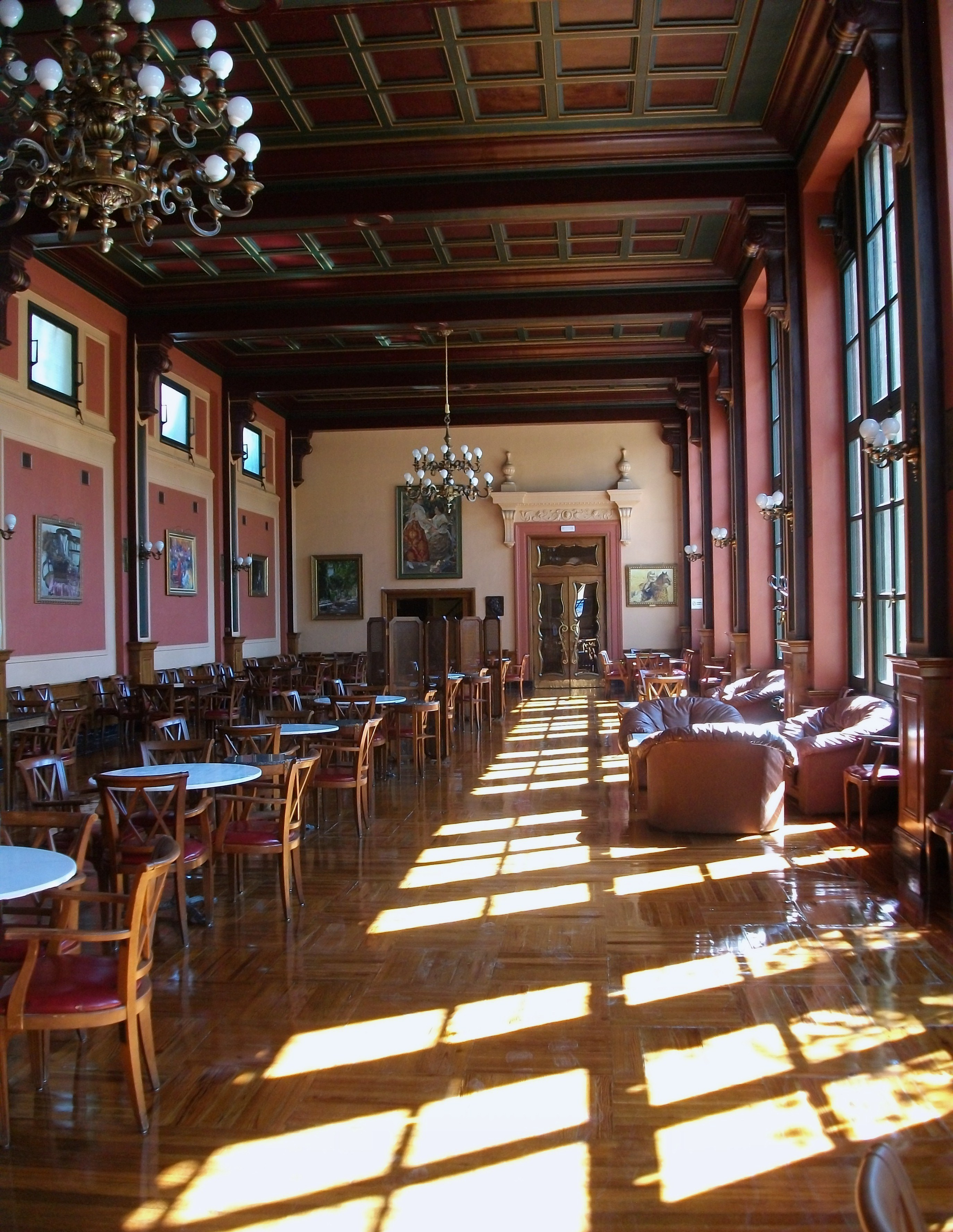
Salón largo
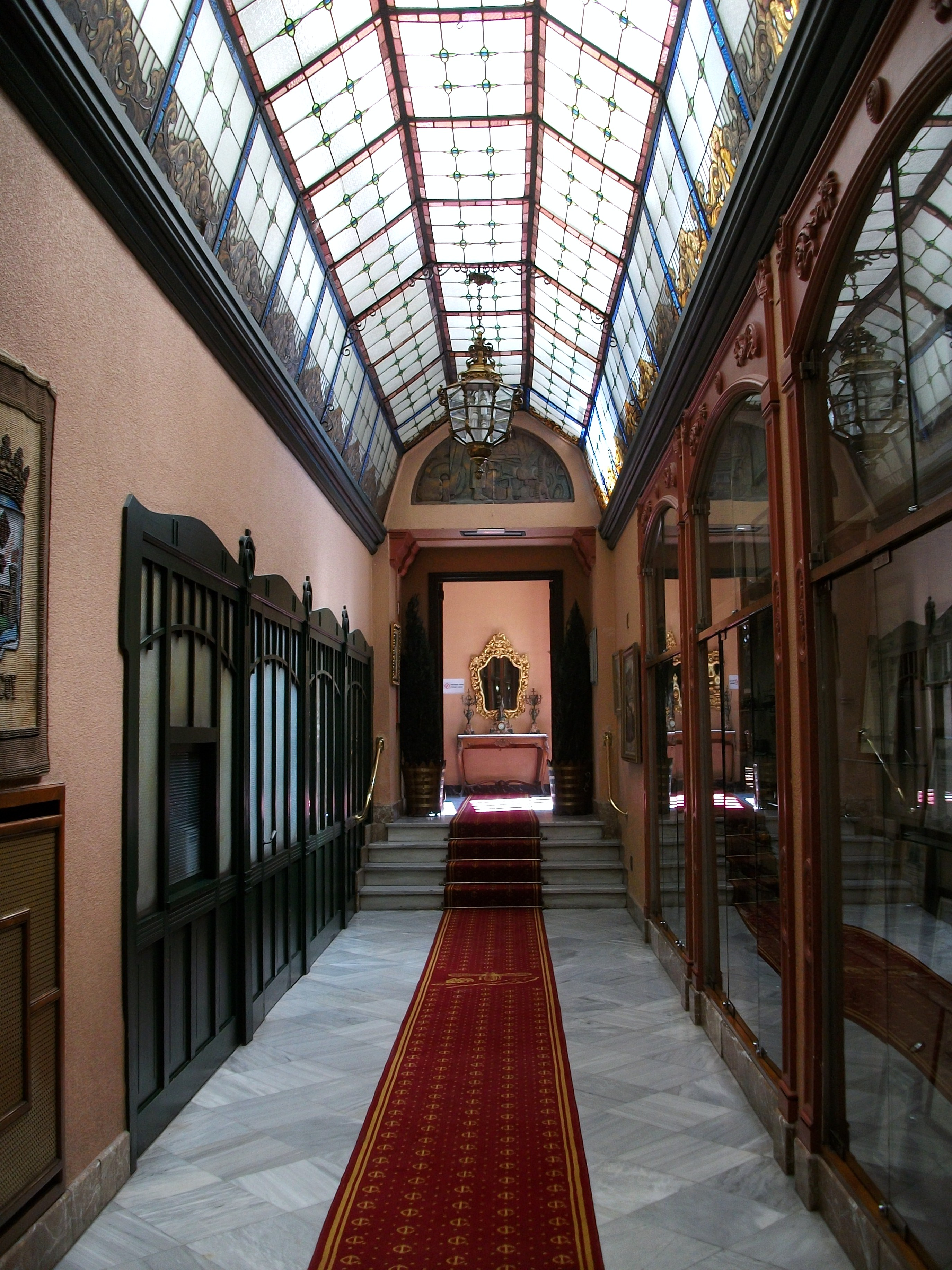
Entrada al Centro Industrial de Alcoy
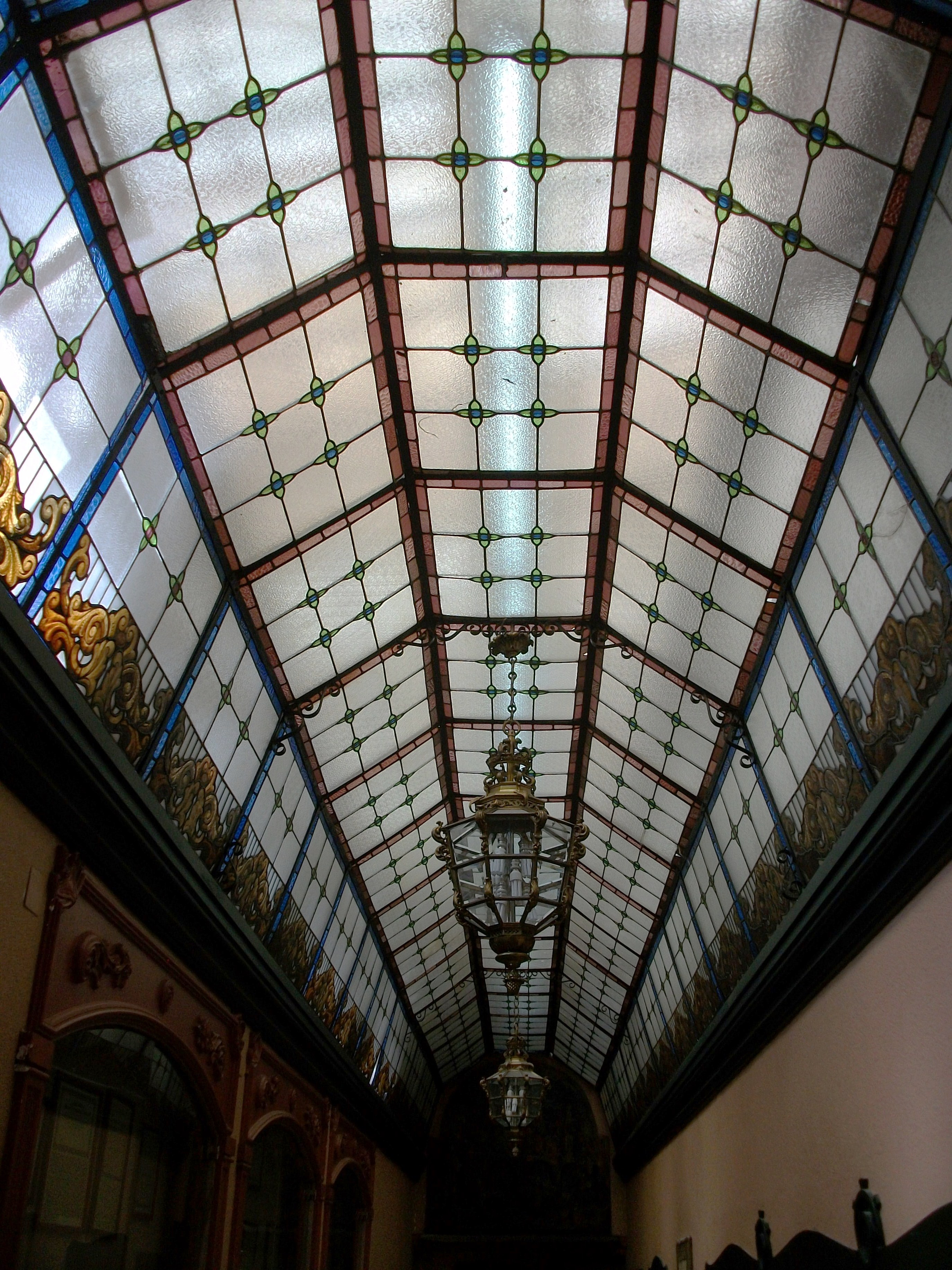
Techo de la entrada
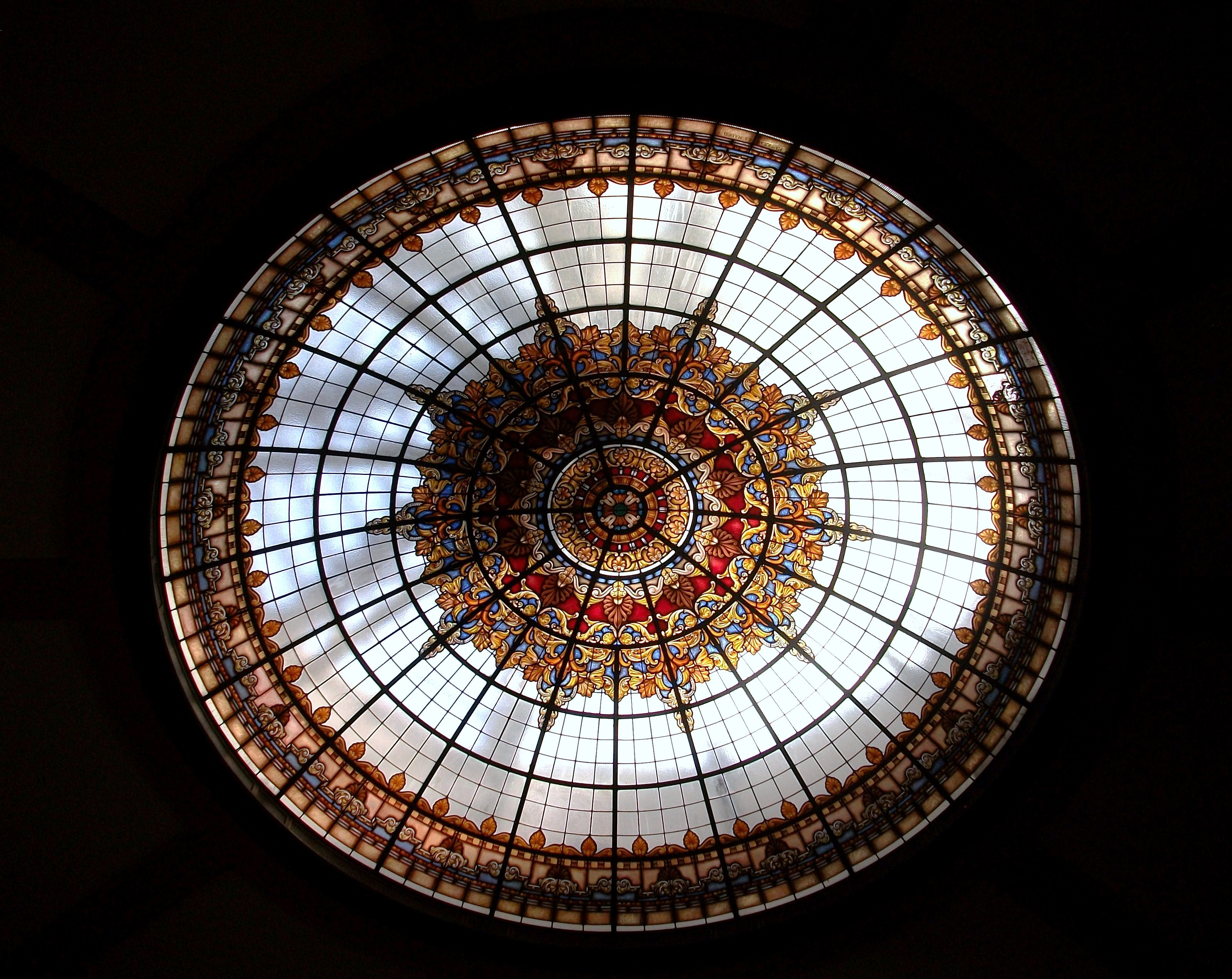
Vitral del salón de la rotonda